# Ferry van Delden
Cornelis Johannes Theodorus (Cor, Ferry) van Delden (Amsterdam, 20 maart 1892 - aldaar, 9 november 1965) was een Nederlands tekstdichter.
Cor van Delden was aanvankelijk makelaar in tabak te Rotterdam, maar wijdde zijn verdere leven aan het dichten van populaire teksten voor goed in het gehoor liggende liedjes. Hij had in de jaren dertig, veertig en vijftig de status van bekende Nederlander door de liedteksten (soms ook melodieën) die hij schreef voor Willy Derby, Lou Bandy, Dorus, Bob Scholte, Johnny Jordaan, De Selvera's en vele anderen. In 1962 ontving hij als eerste (samen met de dirigent-componist Hugo de Groot) de Gouden Harp van de Stichting Conamus (Comité voor Nederlandse Amusementsmuziek) voor zijn gehele oeuvre, dat naar zijn eigen schatting 7000 liedteksten omvat. Zijn bijnaam was de Smartlappenkoning. In de jaren veertig en vijftig leidde hij het Ensemble Ferry, waarmee hij in theaters in Nederland optrad in de rol van conferencier; andere leden van dit cabaretgezelschap waren onder anderen zanger Bob Scholte en zangeres en actrice Tini Lavell; Henriëtte Davids verzorgde geregeld gastoptredens.
Bekende teksten van Ferry’s hand zijn ‘We gaan naar Rome’, ‘Aan de muur van het oude kerkhof’, ‘De Spaanse vluchteling’, ‘De Postkoets’, ‘De Figaro Parodie’ en ‘De begrafenis van Manke Nelis’.
In 1920 schreef hij zijn eerste revue ‘Heb je er last van’, die in het Paleis voor Volksvlijt in première ging. Voor Willy Derby en Lou Bandy schreef hij in 1927 de revue ‘Vergeet je me niet?’ die in het Trianon Theater in Den Haag werd opgevoerd met onder anderen Sylvain Poons.
‘Ferry’ van Delden trad op 12 augustus 1925 in het huwelijk met Mietje Maas (Rotterdam, 13 december 1894). Een zoon werd geboren uit dit huwelijk, Philip (30 oktober 1916 – 28 juni 1983). Het huwelijk werd op 9 november 1939 ontbonden. De Joodse Mietje Maas werd door de nazi’s vermoord in het vernietigingskamp Sobibór op 30 april 1943.
Op 6 december 1939 trouwde Ferry met Catharina Maria Elisabeth de Haas (2 mei 1908 - 25 juni 1980), bekend onder haar artiestennaam Tini Lavell.